# Temple Terrace
Temple Terrace is een plaats (city) in de Amerikaanse staat Florida, en valt bestuurlijk gezien onder Hillsborough County.

## Demografie
Bij de volkstelling in 2000 werd het aantal inwoners vastgesteld op 20.918.
In 2006 is het aantal inwoners door het United States Census Bureau geschat op 22.415, een stijging van 1497 (7.2%).

## Geografie
Volgens het United States Census Bureau beslaat de plaats een oppervlakte van
18,0 km², waarvan 17,8 km² land en 0,2 km² water.

## Plaatsen in de nabije omgeving
De onderstaande figuur toont nabijgelegen plaatsen in een straal van 16 km rond Temple Terrace.